# Älska mig om du törs
Älska mig om du törs (franska: Jeux d'enfants) är en fransk-belgisk film från 2003 regisserad av Yann Samuell.
De två huvudrollerna, Sophie och Julien, spelas av Marion Cotillard och Guillaume Canet.

## Handling
8-åriga Julien behöver hantera sin mammas cancer, medan Sophie måste hantera de andra skolbarnens främlingsfientlighet. De blir snabbt oskiljaktiga och uppfinner ett spel: "Kan du, kan du inte?".
Eleverna fortsätter att utmana varandra grymmare och grymmare och ibland till och med perversa utmaningar. Men spelet antar extrema dimensioner och ingen av dem vill bryta spiralen, även om den äventyrar deras framtid, av rädsla för att framstå som en fegis. Det slutar med att Sophie irriterar sig på Juliens omognad, för vilken allt är en förevändning att spela. Hon försöker få honom att inse att deras vänskap har förvandlats till ömsesidig kärlek, utan att lyckas. Efter många äventyr präglade av ömsesidiga sår och långa kyliga perioder utmanar de sig själva att inte ses på tio år.
Julien har gett sig ut att bli mogen. Han försörjer sig bra, har fru och två barn. I brist på något bättre passar hans "intetsägande lycka" honom, men han förblir hemsökt av Sophie. Den senare lever för sin del i ett förhållande med en rik och känd professionell fotbollsspelare. Tio år på dagen efter att de skiljdes åt träffas de igen.

## Rollista
- Guillaume Canet – Julien Antoine Janvier
- Marion Cotillard – Sophie Kowalski
- Gerard Watkins – Julians pappa
- Gilles Lellouche – Sergei Nimov Nimovich
- Thibault Verhaeghe – Julien, 8 år gammal
- Josephine Lebas-Joly – Sophie, 8 år gammal
- Emmanuelle Gronvold – Julians mamma
- Julia Faure – Sophies syster
- Laetizia Venezia – Christelle Louise Bouchard
- Elodie Navarre – Aurelie Miller
- Nathalie Nattier – Sophie, 80 år gammal
- Robert Willar – Julien, 80 år gammal
- Frederic Geerts – Igor
- Manuela Sanchez – lärare
- Philippe Dreck – rektor
- Ingrid Juveneton – Sylvia
- Hugo Cottin – Hugo
- Aline da Rocha – Aline

## Utmärkelser
Mellan 2003 och 2005 nominerades Älska mig om du törs 7 priser i olika kategorier och vann 5 utmärkelser.
- 2004 Newport Beach Film Festival:
  - Jurypris för bästa dramafilm
  - Jurypris för bästa kvinnliga huvudroll i en dramatisk långfilm för Marion Cotillard
- NRJ Cine Awards 2004:
  - NRJ Ciné Award för bästa "slutet",
  - NRJ Ciné Award för bästa kyss för Marion Cotillard, Guillaume Canet
- 2004 Palm Springs International Film Festival – John Schlesinger-priset till Yann Samuell

### Nomineringar
- 2003 Gijon International Film Festival – Bästa film till Yann Samuell
- 2005  Trailer Gold Award – Bästa trailer för en romantisk film